# Pterolophia aeneipennis
Pterolophia aeneipennis är en skalbaggsart som beskrevs av Stefan von Breuning och Heyrovsky 1964. Pterolophia aeneipennis ingår i släktet Pterolophia och familjen långhorningar. Inga underarter finns listade i Catalogue of Life.